# Northern Dynamo FC
El Northern Dynamo Football Club es un Equipo/ Club de la Ciudad de Glacis, Islas Seychelles. Juega en la Primera División del Campeonato Seychellense de Fútbol.

## Palmarés
- Copa de la Liga de Seychelles: 1

2017
- Copa de Segunda División: 1

2005

## Participación en competiciones de la CAF
| Temporada | Torneo                       | Ronda      | Club            | Casa | Visita | Global |
| --------- | ---------------------------- | ---------- | --------------- | ---- | ------ | ------ |
| 2018/19   | Copa Confederación de la CAF | Preliminar | Mtibwa Sugar FC | 0-1  | 0-4    | 0-5    |

## Jugadores

### Jugadores destacados
- Stan Esther
- Keren Sinon
- Wesley Esther
- Basil Bertin